# NGC 2266
NGC 2266 هي مجرة تتبع كوكبة التوأمان. اكتشفها ويليام هيرشل في 7 ديسمبر 1785.

## روابط خارجية
- NGC 2266 على موقع ويكي سكاي: DSS2, SDSS, GALEX, IRAS, Hydrogen α, X-Ray, Astrophoto, Sky Map, Articles and images